# Maen Llia
Maen Llia est le nom d'un mégalithe situé près d'Ystradfellte, dans le comté de Powys, au Pays de Galles.

## Situation
La pierre se trouve dans le parc national des Brecon Beacons (Brecon Beacons National Park), à environ six kilomètres au nord du village d'Ystradfellte ; elle se dresse dans une prairie, à proximité d'une route de campagne qui relie le hameau de Heol Senni (en) à Ystradfellte.

## Description
Daté de l'âge du bronze et composé d'un conglomérat de vieux grès rouges, le monolithe à vaguement la forme d'un hachereau ou d'un biface et mesure 3,70 m de hauteur pour 2,80 m de largeur et 60 cm d'épaisseur,.
En 2013, la pierre est vandalisée.